# Stahl-Lamellenhalle
Die Stahl-Lamellenhalle wurde 1927 erstmals in Dessau konzipiert und gebaut.

## Geschichte
Hugo Junkers meldete das System im Jahre 1924 zum Patent an. Es basierte auf dem System von Friedrich Zollinger. Da jedoch viele Hallen im Zweiten Weltkrieg zerstört und nach dem Krieg nicht mehr gebaut wurden, geriet diese Bauart zunehmend in Vergessenheit.

## Technik
Ihr Stahldach besteht aus normierten Lamellen, Knotenblechen und Pfetten; ein Baukastensystem, das sich weltweit vermarkten ließ. Für Walter Gropius war sie ein Sinnbild für die Schönheit der Technik. Wegen seines hohen Vorfertigungsgrades, der einfachen Montage und großen Robustheit konnte sie sich schnell weltweit verbreiten. Bis zu 40 m weit spannende Hallen und Hangars wurden nach dem Junkers’schen System gebaut.

## Bekannte Hallen
- Junkalor Dessau (ehemaliges Kaloriferwerk, Hugo Junkers)

Hier steht vom Abriss bedroht der Prototyp. Das Technik-Museum der Stadt möchte die Halle abbauen, auf ihrem Gelände wieder aufbauen und sie so erhalten.
- Leopoldshafen Dessau

Die als Bootshaus konzipierte Stahl-Lamellenhalle ist in aktiver Nutzung durch die Junkers-Paddelgemeinschaft Dessau.
- Flugplatz Dessau

In aktiver Nutzung durch den Fliegerclub „Hugo Junkers“ Dessau e.V. Nach dem Zweiten Weltkrieg kam Wellasbest als Lamellenhaube zum Einsatz.
- Flugplatz Schleißheim

Auf dem Gelände stehen 5 Hallen. 3 werden aktiv von den ansässigen Luftsportvereinen genutzt und erhalten. 2 Hallen, die vormals als Depot-Hallen des Deutschen Museums genutzt wurden, gelten mangels Erhaltungsmaßnahmen als einsturzgefährdet
- Heston Aerodrome

Der Flugplatz ist seit 1978 zu Gunsten des Flughafens London Heathrow geschlossen. Die Halle existiert nicht mehr.
- RAF Shawbury

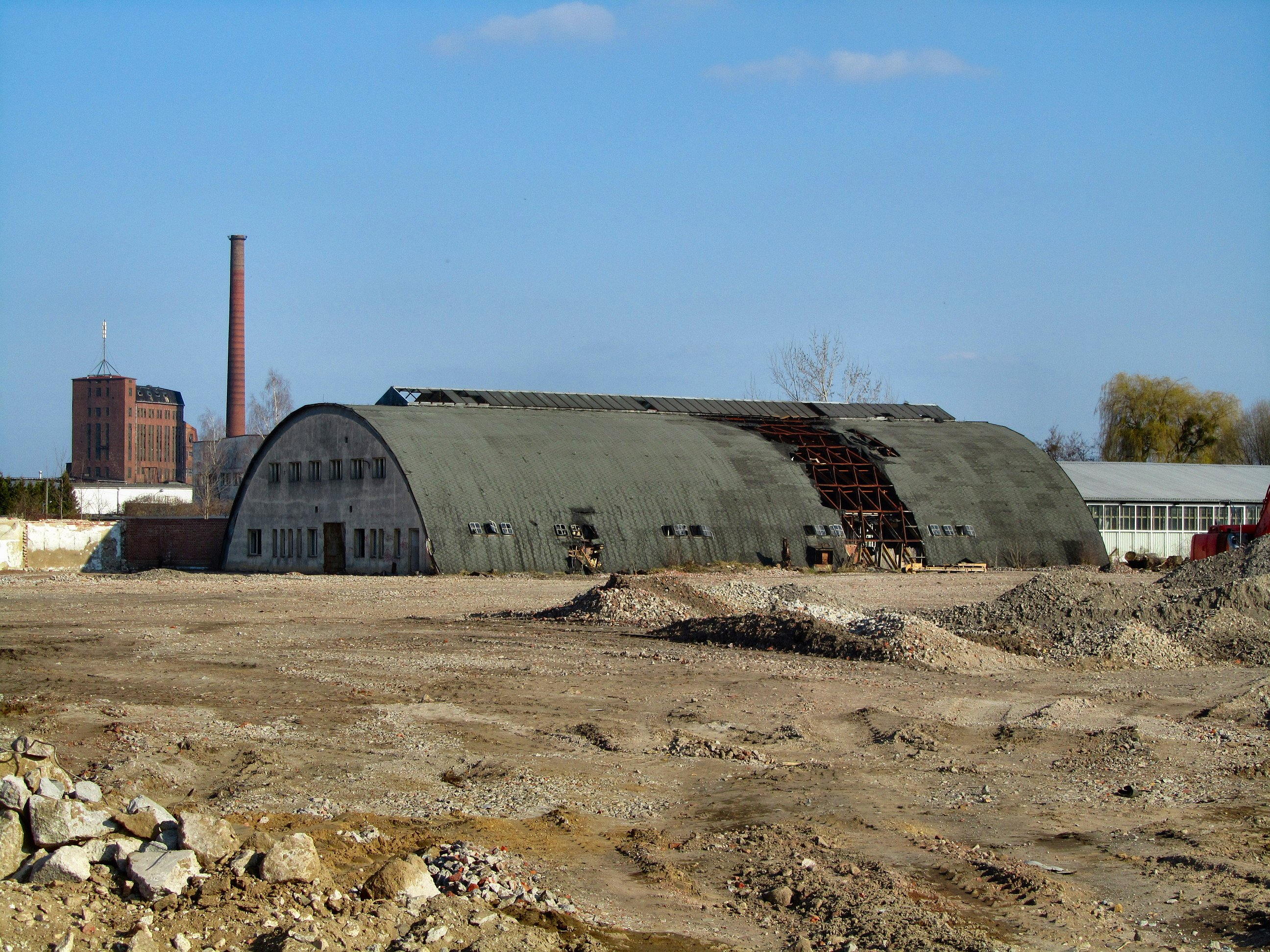
Die durch Brandstiftung beschädigte Stahl-Lamellenhalle des ehemaligen Kaloriferwerks in Dessau
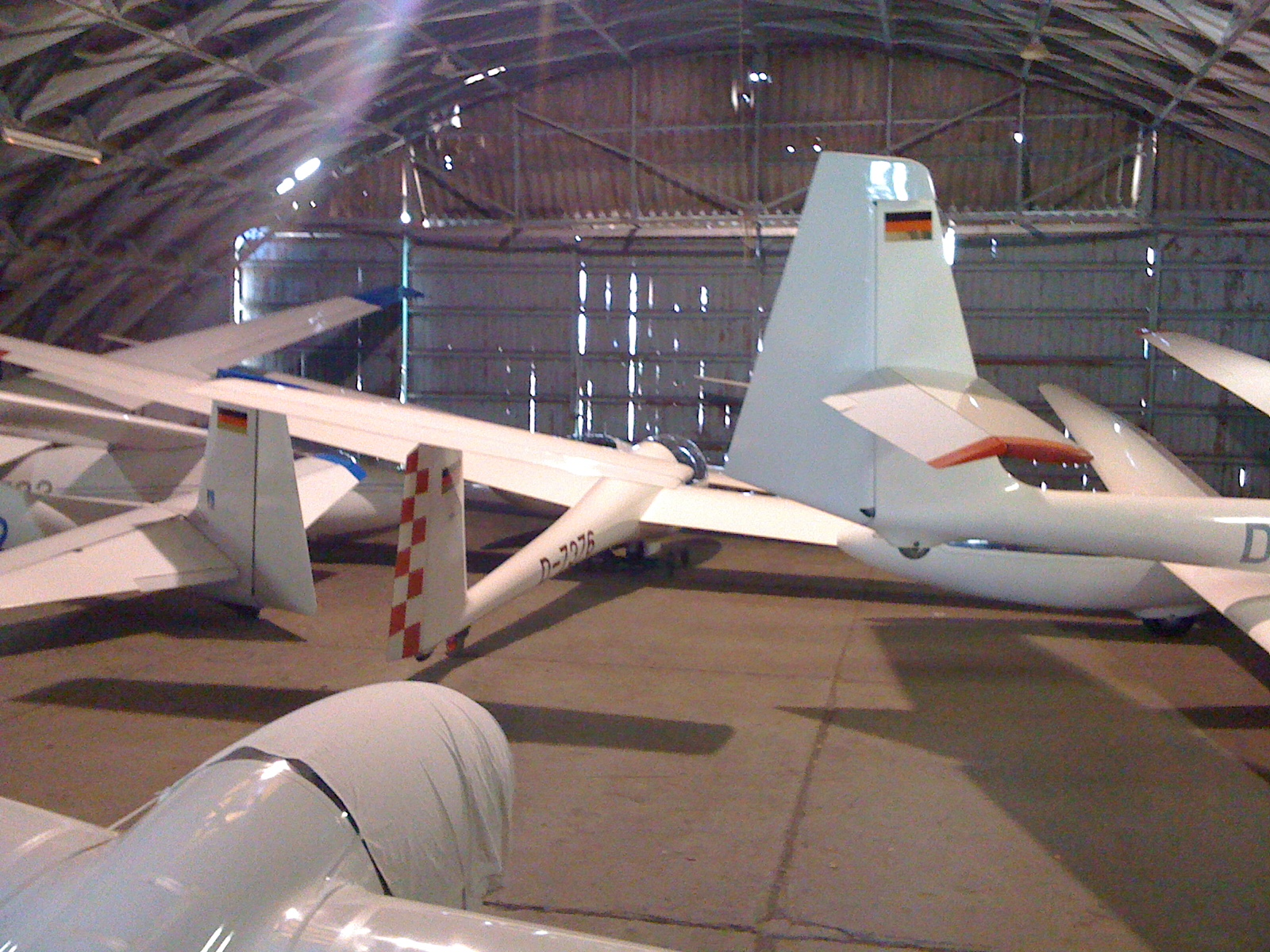
Innenansicht der Stahl-Lamellenhalle am Rande des Flugplatzes Dessau
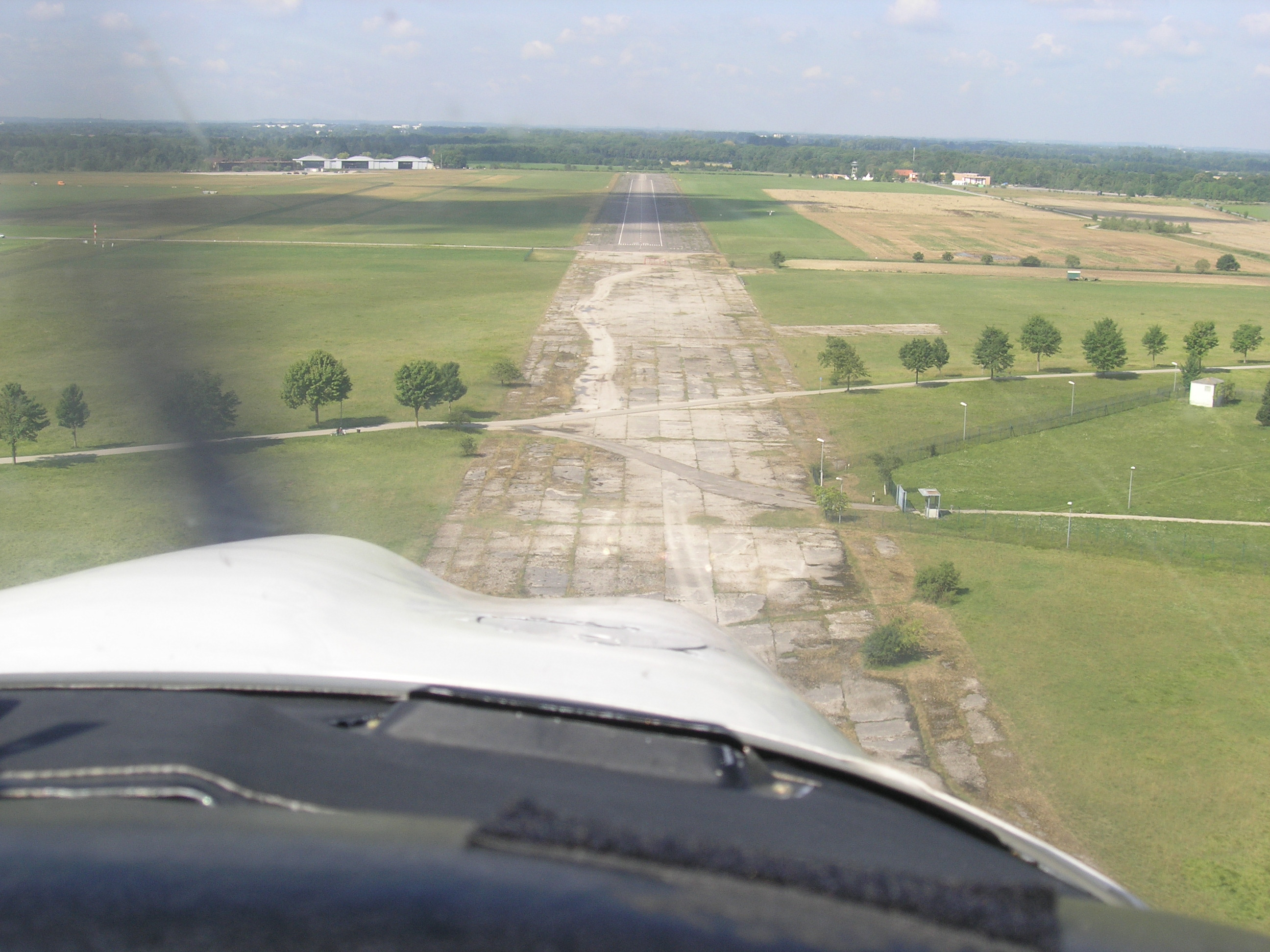
Am oberen Bildrand sind die 3 aktiven Hallen des Flugplatzes Oberschleißheim
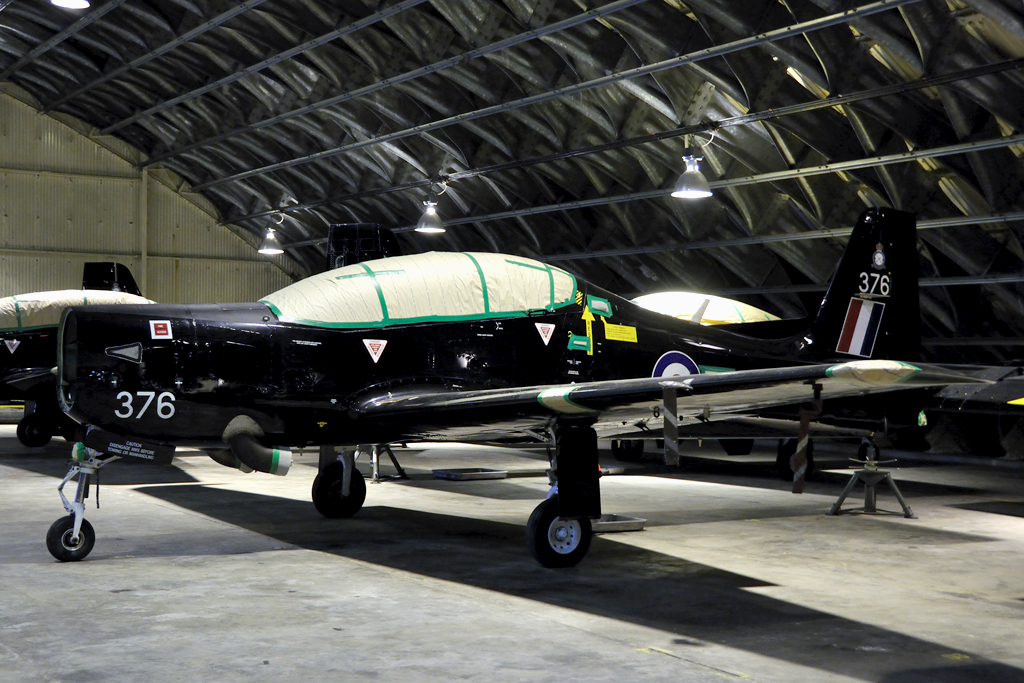
Innenansicht der Stahl-Lamellenhalle auf dem RAF Stützpunkt Shawbury